# Funcționarilor
Funcționarilor este un cartier al orașul Arad, numele acestuia provenind de la funcționarii în diverse instituții publice, care și-au ridicat case în această zonă pentru a fi cât mai aproape de locurile de muncă aflate în centrul orașului.